# Biogeografia wysp

Liczba gatunków na wyspie, zajmujących określone nisze ekologiczne, ustala się w procesie sukcesji obejmującym imigrację i emigrację, ekstynkcję i specjację, połączone z przekształceniami biotopu

Biogeografia wysp – część ekologii dotycząca rozmieszczenia i liczebności gatunków na wyspach ekologicznych – obszarach z granicami, na których istnieje bariera ekologiczna utrudniająca migrację organizmów, co prowadzi do powstawania odizolowanych ekosystemów o strukturze zależnej od wielu czynników biotycznych i abiotycznych. W tym przypadku pojęcie „bariery ekologiczne” oznacza takie przeszkody utrudniające przemieszczanie się organizmów, jak łańcuchy górskie, szerokie pasy wody dla zwierząt lądowych, duże obszary rolne (bez zadrzewień śródpolnych) i ogrodzone sady, tereny zabudowane i autostrady. W ekologii o pojawieniu się bariery ekologicznej mówi się również w przypadku wystąpienia innych czynników powodujących izolację rozrodczą, takich jak zanik kontaktów w wyniku przyjęcia przez grupy organizmów jednego gatunku różnych strategii ekologicznych (np. różne pory aktywności, różne preferencje pokarmowe, różne pory kwitnienia roślin). Klasycznymi przykładami wysp ekologicznych są wyspy oceaniczne o zróżnicowanej powierzchni i różnej odległości od innych wysp i kontynentu.
Szybkość i kierunek zmian liczby gatunków istniejących na wyspie zależy od dwóch wielkości: liczby nowych gatunków pojawiających się w jednostce czasu (imigracja, specjacja) i liczby gatunków ubywających w tym samym okresie (emigracja, ekstynkcja). Obie wielkości – zrównoważone (zob. klimaks) lub niezrównoważone (np. w okresie sukcesji pierwotnej albo wtórnej – po klęskach żywiołowych lub innych zakłóceniach równowagi biocenotycznej) – zależą od wielu czynników, m.in. od odległości wyspy od zewnętrznego źródła nowych gatunków, zróżnicowania siedlisk na wyspie, zróżnicowania gatunków na obszarze źródłowym, współczynników śmiertelności (d) i rozrodczości (b) poszczególnych imigrantów (b i d zależą od cech gatunku oraz biotycznych i abiotycznych czynników ekologicznych).

## Wyspa ekologiczna
Wyspami ekologicznymi nazywa się pojedyncze ekosystemy lub grupy ekosystemów o zbliżonym charakterze, położone w odmiennym siedlisku, np. wyspa oceaniczna lub kontynentalna, jezioro lub śródpolne oczko wodne, zadrzewienia śródpolne, określona część obszaru leśnego (np. polana), zieleń wysoka w mieście (np. park miejski), łąka naturalna i półnaturalna, torfowisko.
Zależność tempa zmian liczby gatunków w określonym siedlisku od jego powierzchni, odległości od obszaru źródłowego lub kilku sąsiednich obszarów źródłowych oraz innych czynników opisują modele biogeograficzne, wciąż, od połowy XX w., opracowywane przez wielu badaczy. Badania nie są ograniczone do gatunków współcześnie istniejących, co ilustruje przykład badań historii ekosystemów wysp Morza Śródziemnego (Maria Palombo, 2007). Nieoczekiwanie stwierdzono, że na niemal wszystkie większe wyspy spadł niegdyś „prawdziwy deszcz propagul pod postacią stad słoni”. Wskutek ich radiacji na prehistorycznych wyspach żyło kilkanaście gatunków słoniowatych.
Możliwości teoretycznego prognozowania biologicznej różnorodności i stabilności ekosystemów izolowanych w różnym stopniu – z barierami naturalnymi lub sztucznymi – są cenne jako jedna z podstaw sozologii. Z punktu widzenia ochrony środowiska bardzo istotne są np. możliwości określenia, jaka minimalna wielkość powierzchni lądowych wysp ekologicznych jest niezbędna, aby biocenoza o określonej liczbie gatunków była trwała.
| Symbol obszaru | Nazwa                         | Powierzchnia ha | Symbol obszaru | Nazwa             | Powierzchnia ha |
| WR11           | Julianka                      | 10530           | WR21           | Bajerka           | 2567            |
| WR12           | Turzyn                        | 414             | WR22           | Ligota            | 141             |
| WR13           | Mitręga                       | 8274            | WR23           | Bestwina          | 207             |
| WR14           | Wyspa ekologiczna Panewnicka  | 3416            | WR24           | Jawiszowice       | 148             |
| WR15           | Wyspa ekologiczna Miechowicka | 3130            | WR30           | Lasy Chrzanowskie | 540             |
| WR20           | Dębowiec                      | 851             | WR32           | Wilkoszyn         | 139             |

## Badania biogeograficzne wysp
Zmiany struktury ekosystemów wysp zachodzą pod wpływem wielu różnych procesów – geologicznych, klimatycznych, biologicznych (w tym genetycznych i ekologicznych). Ich szybkości są bardzo zróżnicowane. Procesy geologiczne, np. wędrówka kontynentów i cykl skalny, zachodzą w geologicznej skali czasu. Nieustające powolne procesy tektoniczne były w przeszłości przyczyną rozpadu i ponownego łączenia kontynentów (zob. cykl superkontynentalny), zdarzeń powodujących zmiany prądów morskich i zmiany w atmosferze, a w związku z tym zmiany klimatu (zob. cykle oceaniczne Fischera, El Niño, oscylacja północnoatlantycka i północnoatlantyckie wody głębinowe).
Na oddalających się fragmentach wcześniejszych kontynentów zachodziły zmiany początkowego składu gatunkowego zespołów roślin i zwierząt – część z nich wymierała (np. wskutek niekorzystnej zmiany cech siedliska lub wzrostu śmiertelności z powodu zwiększonych antagonistycznych oddziaływań innych gatunków), a inne podlegały zmianom ewolucyjnym (np. dostosowania do nowych warunków, radiacja adaptacyjna). Zapis tych zmian jest częściowo zachowany w postaci skamieniałości (zob. paleontologia). Równocześnie ze zmianami genotypów zachodziły procesy o charakterze ekologicznym – zajmowanie nowych nisz ekologicznych i tworzenie nowych międzygatunkowych zależności (np. sieci troficznych, piramid ekologicznych i pozatroficznych zależności międzygatunkowych). Analogiczne przekształcenia struktur ekosystemów następowały po ponownym połączeniu się mniejszych kontynentów w większy i po kolejnych zmianach klimatu.

### Procesy ewolucyjne (przykłady)

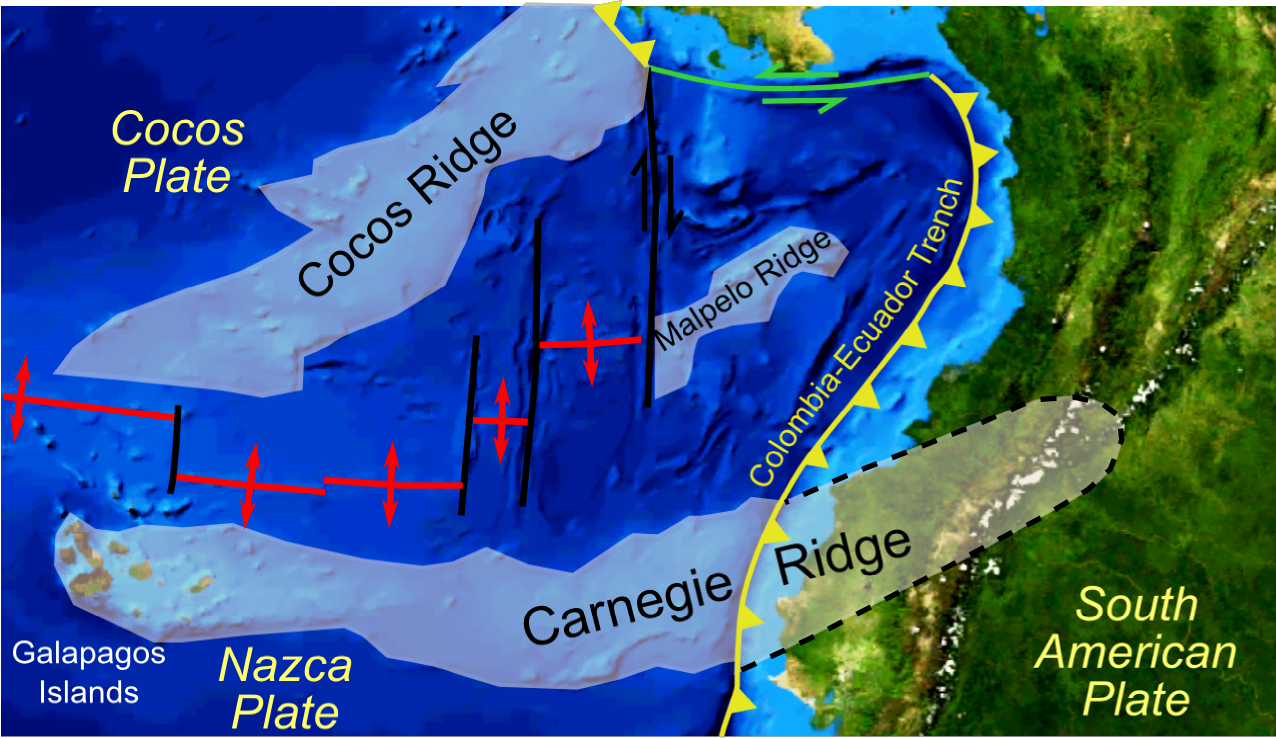
Wyspy wulkaniczne ang. Galapagos Islands (wiek ok. 1 mln lat) – miejsce radiacji adaptacyjnej obserwowanej przez Karola Darwina

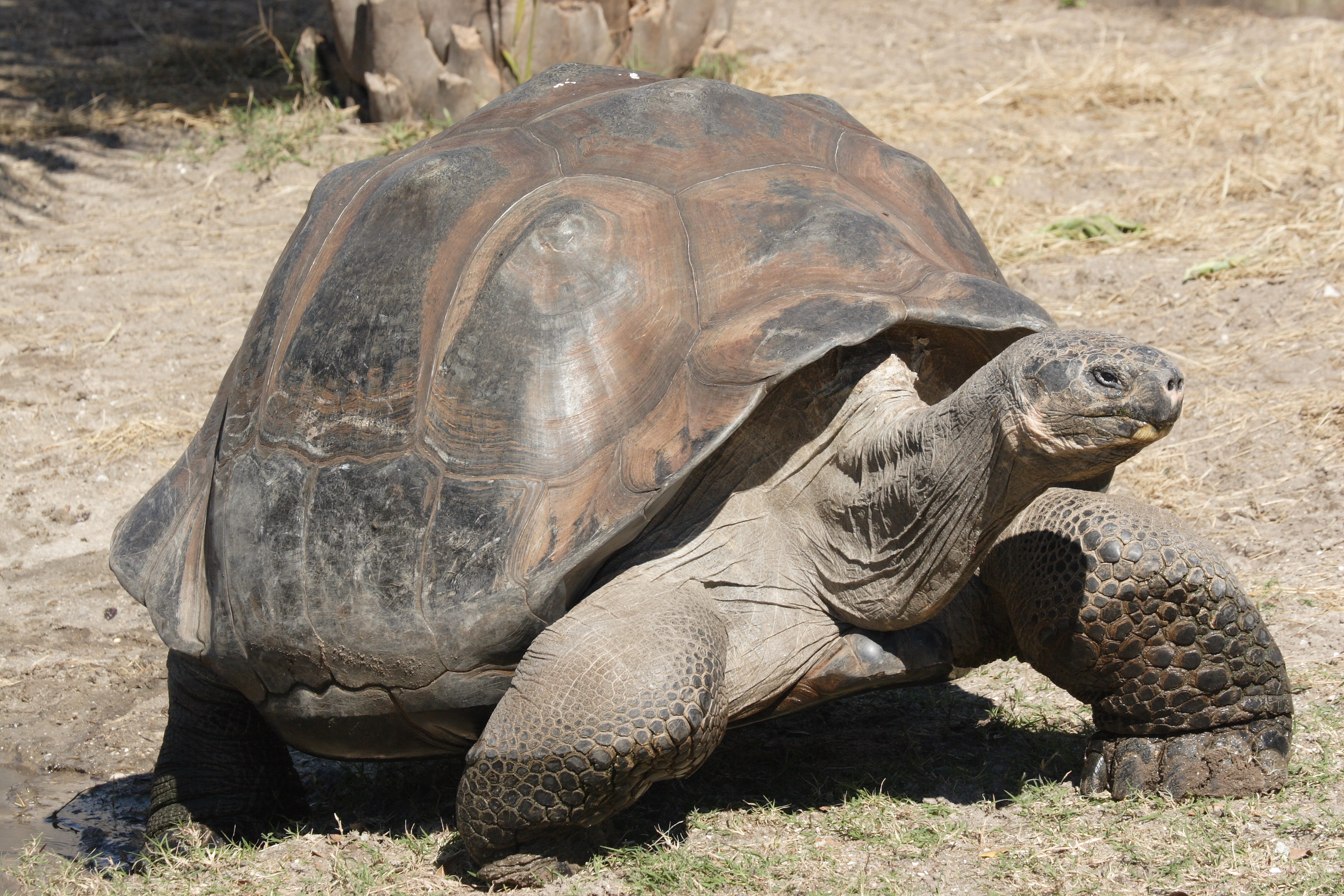
Żółw słoniowy z Galapagos (Chelonoidis nigra)

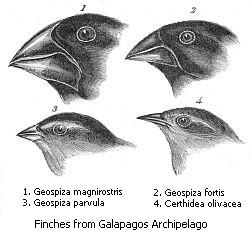
Zięby Darwina z archipelagu Galapagos

Obiektami szczególnie interesującymi ewolucjonistów i ekologów są stosunkowo młode (w skali geologicznej) wyspy wulkaniczne, np. powstające w strefie subdukcji płyty oceanicznej pod płytę kontynentalną lub w strefie grzbietów śródoceanicznych (zob. spreading) oraz młode jeziora, powstające np. w strefach ryftów kontynentalnych. Oba rodzaje obiektów badań są wyspami ekologicznymi, na których w znanym czasie (zob. datowanie) rozpoczęła się sukcesja pierwotna.

#### Galapagos
Wyspy wulkaniczne są od dawna obiektami badań ewolucjonistów i ekologów. Takie wyspy pozwoliły Darwinowi sformułować hipotezę o powstawaniu nowych gatunków z gatunków innych (O powstawaniu gatunków drogą doboru naturalnego, 1859). Stwierdził m.in., że na odległych od kontynentu o ponad 5000 km małych wyspach występują tylko takie ssaki lądowe, które są zdolne do samodzielnego dotarcia tam z kontynentu lub bliżej niego położonych wysp (np. nietoperze). Na wyspach archipelagu Galapagos dokonał przełomowych obserwacji zróżnicowania morfologicznego i behawioralnego, np. wielkich żółwi Testudo obingdonii, T. ephippium i T. microphyces o różnej budowie dostosowanej do sposobu odżywiania się (np. długa i wzniesiona szyja T. obingdonii, który odżywia się wysoko rosnącą roślinnością). Zaobserwował też zróżnicowanie budowy ptaków, dokładniej opisanych 100 lat później przez Davida Lacka i nazwanych ziębami Darwina. Karol Darwin pisał o nich m.in.:

Gdy widzi się to stopniowanie i różnorodność w budowie jednej małej i ściśle spokrewnionej grupy ptaków, można by rzeczywiście wyobrazić sobie, że przy początkowym ubóstwie ptaków na tym archipelagu jeden gatunek został wybrany i zmieniony dla różnych celów.

Archipelag powstał ok. 1 mln lat temu, w grzbiecie podmorskim, biegnącym od styku płyt Nazca, kokosowej i pacyficznej do wybrzeży Ameryki Południowej. Wyspy znajdują się w odległości ponad 1000 km od wybrzeży Ameryki, co ogranicza migrację gatunków z kontynentu. Rozwojowi pierwszych imigrantów (sukcesja pierwotna) nie sprzyjał też suchy klimat równikowy. Jednymi z organizmów pionierskich były ptaki wróblowate z rodziny łuszczaków, należące pierwotnie prawdopodobnie do jednego gatunku. Po 100 latach od ekspedycji Darwina stwierdzono (David Lack), że na Galapagos żyje 13 gatunków endemicznych łuszczaków, należących do 5 rodzajów, w tym:
- rodzaj Geospiza – 6 gatunków zięb naziemnych o zróżnicowanych dziobach, przystosowanych do spożywania nasiona o różnej wielkości,
- gatunki Geospiza fortis i G. fuliginosa, które mają dzioby o prawie jednakowych wymiarach, gdy występują pojedynczo na małych wysepkach (odpowiednio Daphne i Los Heranos), ale dzioby o różnej wielkości, gdy zasiedlają wspólnie większą wyspę (zakresy wewnątrzgatunkowej zmienności nie pokrywają się).

Kolejni badacze stwierdzili, że wymiary dziobów są cechą dziedziczną, co świadczy o rzeczywistym ewolucyjnym rozszczepieniu cech pod wpływem konkurencji o pożywienie (specjacja sympatryczna, wyodrębnienie dwóch nisz ekologicznych).
Dane doświadczalne, świadczące o dużej szybkości ewolucyjnych dostosowań zięb z Galapagos, uzyskali po kolejnych 40 latach, które upłynęły od czasu badań D. Lacka, brytyjscy ekolodzy, Peter i Rosemary Grantowie (odznaczeni Medalem Darwina w 2002 roku). Zaobserwowali oni np. ewolucyjno-ekologiczne zmiany zachodzące w powiązaniu z klimatycznym cyklem El Niño–La Niña (zob. też indeks oscylacji południowej), np.:
- pojawienie się nowego przystosowania do lat suchych (faworyzowane są ptaki o grubszych dziobach, zdolne do rozłupywania większych i twardych ziaren),
- zmniejszenie się dziobów G. fortis z wyspy Daphne po tym, gdy zaczął tam gniazdować G. magnirostris, co nastąpiło po wyjątkowo deszczowym roku 1983 (uważa się, że przesunięcie ekologicznej niszy G. fortis nastąpiło w wyniku konkurencji o większe ziarna).

#### Jezioro Wiktorii

Powstawanie zbiorników wodnych w dolinie ryftowej (zob. Wielkie Rowy Afrykańskie)

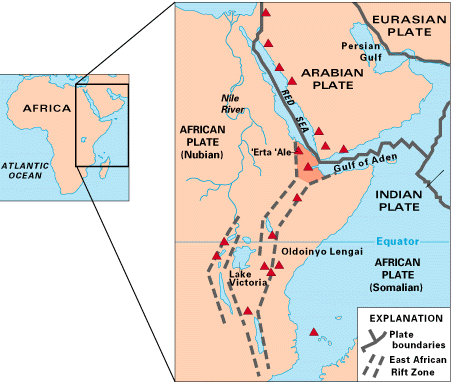
Wielki Rów Wschodni – zamarłe ramię „trójzłącza ryftów” Afar

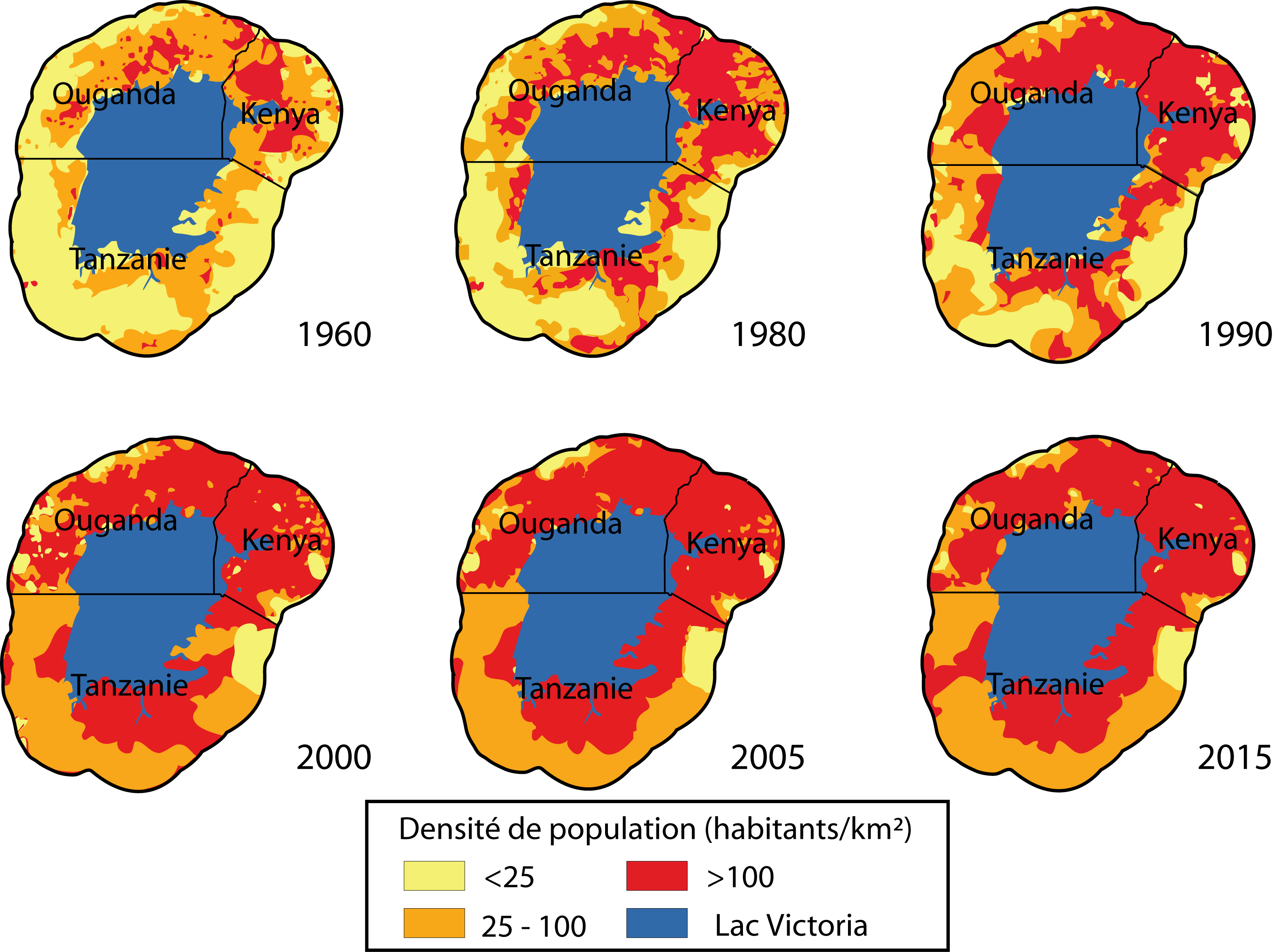
Zmiany gęstości zaludnienia obszarów wokół Jeziora Wiktorii; intensyfikacja eksploatacji okonia nilowego (introdukowanego w latach 50. XX w.) powoduje radykalne zmiany struktury wodnego ekosystemu (zob. np. Koszmar Darwina)

Dziesiątki ekologów, genetyków, etologów i taksonomów zajmują się od lat 70. XX w. ekosystemem Jeziora Wiktorii, w którym zgromadzono liczne dowody radiacji adaptacyjnej pielęgnicowatych, charakteryzujących się bardzo dużą różnorodnością morfologiczną, behawioralną i ekologiczną. Gatunkowe zróżnicowanie pielęgnicowatych tego jeziora badał m.in. Tijs Goldschmidt, holenderski zoolog. Przebieg i wyniki obserwacji dokonanych w latach 1981–1986 opisał w popularnej książce pt. Darwin’s Dreampond. Drama in Lake Victoria, 1994 (wyd. polskie Wymarzone jezioro Darwina. Dramat w Jeziorze Wiktorii, 1999), w której zamieścił zdanie:

To, czego dokonały pielęgnicowate, przyćmiło nawet radiację zięb Darwina i hawajek. Jest to najbardziej spektakularny przykład radiacji adaptacyjnej na świecie, jakby wyczarowany pałeczką magika, który co pewien czas czuje nieodpartą potrzebę, aby znowu prześcignąć samego siebie.

Jezioro jest jednym z wzajemnie nie połączonych Wielkich Jezior Afrykańskich – stanowiących odrębne wyspy ekologiczne, leżących w Wielkim Rowie Wschodnim w strefie Wielkich Rowów Afrykańskich. Jest ona uważana z zamarłe ramię (ramię porzucone, aulakogen) potrójnego ryftu powstałego pod wpływem pióropusza lawy w „trójzłączu Afar”; w aktywnych ramionach tego trójkąta leżą Morze Czerwone i Zatoka Adeńska. W pobliżu Jeziora Wiktorii, które utworzyło się ok. 1 mln lat temu, znajdują się nieco starsze jeziora łańcucha Tanganika, Kiwu, Edwarda, Alberta, Malawi. Znajdują się w nich współcześnie liczne gatunki pielęgnicowatych o zróżnicowanej morfologii, nazywane przez mieszkańców otoczenia wspólną nazwą „furu”.
W latach 50. XX w. badania biologii furu z ugandyjskiej części jeziora wykonywał P.H. Greenwood (były kustosz Muzeum Historii Naturalnej w Londynie).
Od roku 1970 długofalowy program badań furu z zatok tanzańskich realizował zespół naukowców – anatomów, ekologów, etologów i ewolucjonistów – z Uniwersytetu w Lejdzie (Gerrit Anker, Kees Barl, Tijs Goldschmidt i inni członkowie „Haplochromis Ecology Survey Team”, HEST). Badania rozpoczęto w związku z planami intensyfikacji połowów tych ryb w Tanzanii (program rządu Tanzanii dofinansowany przez rząd Holandii). Naukowcy z Lejdy stwierdzili konieczność określenia racjonalnej wielkości połowów, nie zagrażającej wyginięciem populacji furu. Szybko stwierdzono, że opracowany przez Greenwooda klucz do oznaczania gatunków nie jest przydatny w tym rejonie; T. Goldschmidt napisał: „nowe, bezimienne gatunki płynęły nie kończącym się strumieniem”.
Od chwili utworzenia się Jeziora Wiktorii powstało w nim w wyniku radiacji ok. 300 gatunków pielęgnicowatych o zróżnicowanych niszach ekologicznych, m.in. o różnych strefach żerowania i preferencjach pokarmowych, w tym: mułożerne (co najmniej 13 gatunków), zdrapujące glony z kamieni (co najmniej 3), odcinające liście, kruszące muszle ślimaków (9), wyciągające ślimaki z muszli (co najmniej 12), owadożerne (ponad 29), krewetkożerne (13), rybożerne (ponad 130), pedofagi przechwytujące jaja i narybek pyszczaków (26), zeskrobujące łuski, czyszczące – usuwające pasożyty innych ryb (2 gatunki). Zaskakującym było stwierdzenie, że jest to jeden rój gatunków, czyli grupa gatunków pochodzących od jednego gatunku-przodka.

### Procesy ekologiczne
Wyspy oceaniczne – w tym wyspy Galapagos – były również od dawna obszarami badań procesów ekologicznych, zachodzących wielokrotnie szybciej niż przystosowania genetyczne i specjacja. Badania te zmierzają do wyjaśnienia mechanizmów powstawania struktur niemal izolowanych ekosystemów oraz określenia warunków utrzymania równowagi biocenotycznej.
Krzywe liczba gatunków – powierzchnia (ang. Area species curve)
W początkowym etapie ekologicznych badań wysp istotną rolę odegrały terenowe obserwacje Franka W. Prestona (1896-1989), ekologa-ornitologa o wykształceniu technicznym. Preston zastosował metody matematyczne do opisu wyników ornitologicznych obserwacji, dotyczących m.in. kształtu i pigmentacji ptasich jaj, wielkości gniazd, tras wędrówek. Jego artykuły w czasopiśmie Ecology, m.in. The commonness and rarity of species (1948), Time and Space and the Variation of Species (1960), Canonical distribution of commonness and rarity (1962), wzbudziły duże zainteresowanie – były wielokrotnie cytowane. Person wykazał m.in. że liczba gatunków roślin na różnych wyspach Galapagos jest skorelowana z wielkością powierzchni tych wysp. Zastosował wzór:

Zależność liczby gatunków płazów i gadów na siedmiu różnych wyspach Karaibów od ich powierzchni (Darlington, ok. 1957)

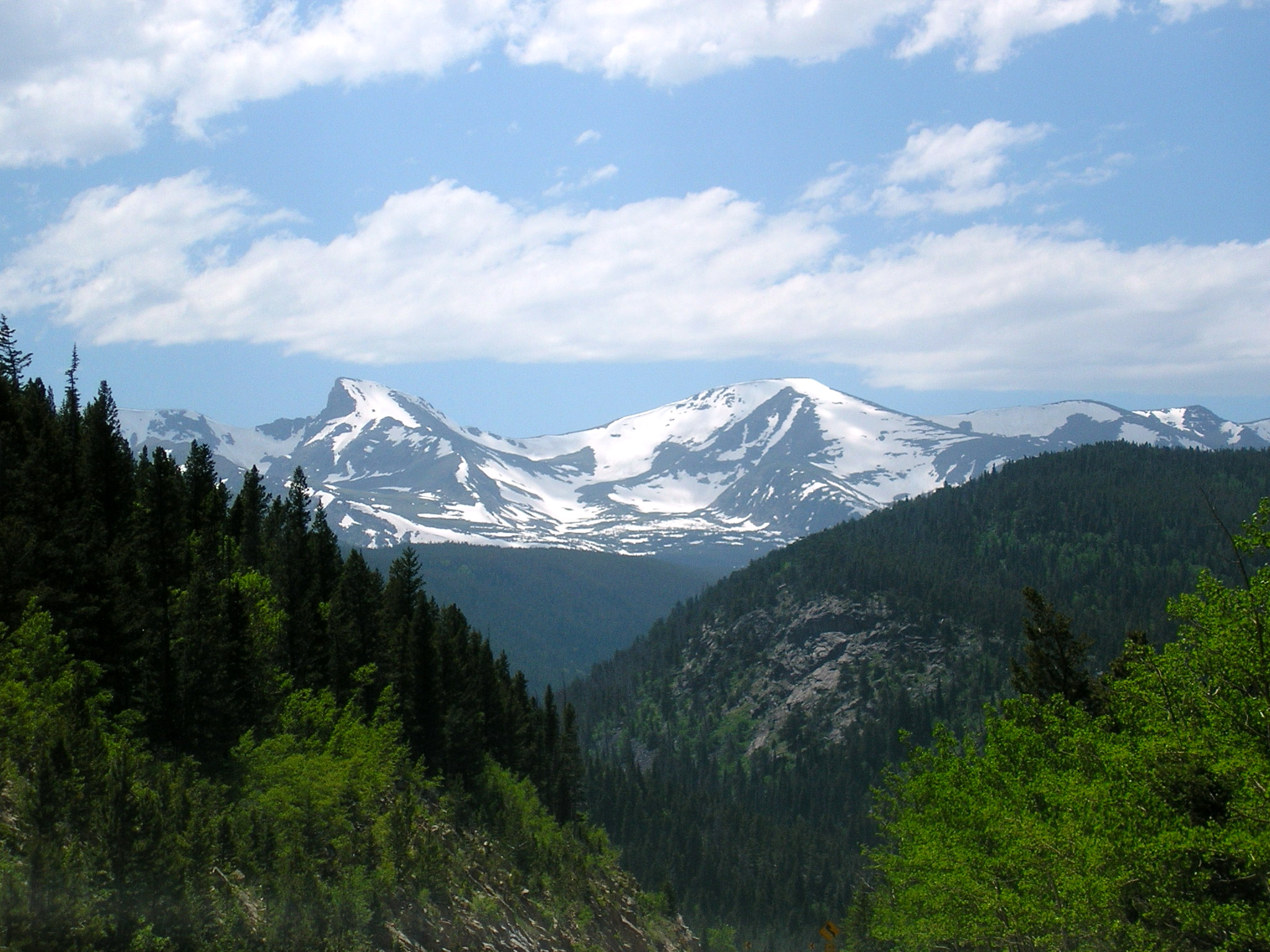
Wyspy leśne w Górach Skalistych

{\displaystyle S=k\cdot A^{z}}
lub w skali logarytmicznej:
{\displaystyle \log S=\log k+z\cdot \log A,}
gdzie:
{\displaystyle S} – liczba gatunków (ang. species),
{\displaystyle A} – powierzchnia wyspy (ang. area),
{\displaystyle k} i {\displaystyle z} – współczynniki rozkładu empirycznego.
Współczynniki {\displaystyle k} i {\displaystyle z} wyznaczono dla różnych gatunków, zamieszkujących wyspy różnych archipelagów i „wyspy lądowe”, m.in. dla:

- roślin lądowych Galapagos:

{\displaystyle S=28{,}6\cdot A^{0{,}32}}
- płazów i gadów na Karaibach (Darlington, ok. 1957):

{\displaystyle S=3{,}3\cdot A^{0{,}30}}
- ptaków w lasach na szczytach gór Wielkiej Kotliny (2500 m n.p.m.):

{\displaystyle S=2{,}526\cdot A^{0{,}165}}
- ssaków na tych leśnych wyspach,

{\displaystyle S=1{,}188\cdot A^{0{,}326}}
- ptaków lęgowych Ameryki Północnej:

{\displaystyle S=40\cdot A^{0{,}17}.}
Ostatnie z powyższych równań dotyczy przypadków, gdy badane obszary miały powierzchnie w zakresie od ok. 4 ha do ok. 400 tys. ha. Dla mniejszych oraz dla większych wartości powierzchni A obserwowano odchylenia od prostej log S – log A (większe wartości współczynnika nachylenia prostej, z), prawdopodobnie związane z brakiem bariery skutecznie izolującej wyspy lądowe.
Model MacArthura-Wilsona i inne

Pojemność środowiska (K) ograniczająca wzrost populacji, określona jako liczebność populacji w sytuacji, gdy rozrodczość jest równa śmiertelności

Twórcy opisanego w roku 1967 modelu biogeograficznego wysp, Robert MacArthur i Edward Osborne Wilson, przyjęli, że w odniesieniu do wysp oceanicznych można przyjąć założenia analogiczne do stosowanych w populacjologii dla określenia pojemności środowiska. W miejsce dotyczących populacji pojęć rozrodczości i śmiertelności wprowadzono pojęcia imigracji nowych gatunków na wyspę z obszaru źródłowego i wymierania (ekstynkcji) (gatunki mogą się pojawiać również wskutek specjacji, a zanikać – wskutek emigracji). Stan równowagi jest osiągany, gdy szybkości obu procesów są jednakowe, co odpowiada określonej liczbie istniejących gatunków. Hipoteza została opisana w książce pt. The Theory of Island Biogeography, która przez kolejne dziesięciolecia znajdowała się w centrum dyskusji na temat geograficznego rozmieszczenia i rozprzestrzeniania się gatunków. Jej popularność była porównywana z popularnością The Song of the Dodo: Island Biogeography in an Age of Extinction Davida Quammena.
Po późniejszych modyfikacjach, w tym po wprowadzeniu pojęć metapopulacji i doboru grupowego – modele biogeograficzne umożliwiają określanie prawdopodobnego czasu trwania procesów zmierzających do stanu równowagi między imigracją a wymieraniem i imigracją oraz liczby gatunków w tym stanie z uwzględnieniem:
- wielkości jej powierzchni (związanej z długością linii brzegowej),
- topografii wyspy (związanej ze zróżnicowaniem zasobów i typów siedlisk),
- odległości od obszarów, z których organizmy nowych gatunków mogą dotrzeć na wyspę (obszary źródłowe),
- gatunkowego bogactwa obszarów źródłowych.

Zgodnie z podstawowym modelem R. Levinsa (1970) rozmieszczenie organizmów metapopulacji można wyrażać jako liczne przemiany typu:
{\displaystyle S\rightleftarrows P,}
gdzie:
- {\displaystyle S} – puste siedlisko lokalne,

Zależność względnych udziałów niszczonych i powstających w jednostce czasu siedlisk zajętych od ich aktualnego udziału w łącznej liczbie siedlisk według modelu R. Levinsa

- {\displaystyle P} – siedlisko z populacją lokalną (siedlisko zajęte).

Proces przekształcania się siedliska przebiega w kierunku:
- S → P z szybkością zależną od prawdopodobieństwo kolonizacji C = pU (ang. colonization), gdzie:

p – udział siedlisk pustych w łącznej liczbie siedlisk,
U – prawdopodobieństwo pojawienia się imigranta zdolnego do reprodukcji w sytuacji, gdy wszystkie siedliska są zajęte,
- P → S z szybkością zależną od prawdopodobieństwa wyniszczenia siedliska (E).

Prędkość zmian udziału siedlisk zajętych w czasie (dp/dt) wyraża się równaniem:
{\displaystyle {\frac {dp}{dt}}=(1-p)\cdot pU-p\cdot E.}
Metapopulacja nie zmienia się (dp/dt = 0), gdy szybkości powstawania i niszczenia siedlisk zajętych są jednakowe.